# Bobby Murdoch
Robert "Bobby" Murdoch (Bothwell, Escocia; 17 de agosto de 1944-Glaswow, Escocia; 15 de mayo de 2001) fue un futbolista y entrenador escocés. Se desempeñaba en posición de mediocampista.

## Selección nacional
Fue internacional con la selección de fútbol de Escocia en doce ocasiones entre 1965 y 1969.

## Clubes

### Jugador
| Club          | País       | Año         |
| ------------- | ---------- | ----------- |
| Celtic        | Escocia    | 1959 - 1973 |
| Middlesbrough | Inglaterra | 1973 - 1976 |

### Entrenador
| Club          | País       | Año         |
| ------------- | ---------- | ----------- |
| Middlesbrough | Inglaterra | 1981 - 1982 |

## Palmarés

### Campeonatos nacionales
| Título                         | Club          | País       | Año                                     |
| ------------------------------ | ------------- | ---------- | --------------------------------------- |
| Premier League de Escocia      | Celtic        | Escocia    | 1966 1967 1968 1969 1970 1971 1972 1973 |
| Copa de Escocia                | Celtic        | Escocia    | 1965 1967 1969 1971 1972                |
| Copa de la Liga de Escocia     | Celtic        | Escocia    | 1966 1967 1968 1969 1970                |
| Football League First Division | Middlesbrough | Inglaterra | 1973/74                                 |